# Anton Tomaž Linhart
Anton Tomaž Linhart (ur. 11 grudnia 1756, zm. 14 lipca 1795) – słoweński dramaturg, historyk i pedagog czasów oświecenia, pionier słoweńskiego teatru i historiografii, a także muzyk, tłumacz, archiwista, bibliotekarz, urzędnik i poliglota.
Najbardziej znany jako autor pierwszej komedii i sztuki teatralnej w Słowenii, Županova Micka. Jest uważany również za ojca słoweńskiej historiografii, ponieważ był pierwszym historykiem, który pisał o Słoweńcach jako o jednostce, odrzucając poprzednią ideę, która dotyczyła pojedynczych historycznych  prowincji. Był pierwszą osobą, która określiła Słoweńców jako odrębną grupę etniczną i ustanowił fundamenty pod słoweńską etnografię.

## Życiorys
Anton Tomaž Linhart urodził się w górnej części Krainy w mieście Radovljica w granicach monarchii habsburskiej. Jego ojciec był Czechem, pracował jako producent wyrobów pończoszniczych, który przeniósł się do Słowenii z Bohemii. Linhart bardzo wcześnie rozwinął talent do języków; dzięki ojcu znał niemiecki oraz czeski, a słoweński od matki. Uczęszczał do szkoły podstawowej w swoim rodzinnym mieście, a następnie do szkoły jezuickiej w Lublanie. Studiował handel i finanse w Wiedniu. Przed ukończeniem szkoły spędził krótki czas w klasztorze Stična w Dolnej Krainie. Po powrocie do Lublany został zatrudniony jako archiwista przez biskupa Lublany Karola Herbersteina. Po sporze z nim pracował jako redaktor tłumaczeniowy książek, komisarz szkoły, kończąc jako sekretarz administracji Habsburgów w Krainie. 
W 1786 roku został mianowany komisarzem dzielnicy Lublany. W ciągu 3 lat jego zatrudnienia zwiększył liczbę szkół podstawowych na terenach wiejskich z 9 do 18. Zależało mu również na założeniu centralnej biblioteki publicznej w Lublanie i to z jego inicjatywy biblioteka Liceum w Lublanie została przemianowana na Narodową i Uniwersytecką Bibliotekę Słowenii (NUK).  
W 1787 ożenił się z lublanką Jožefiną Detel, z którą miał dwie córki. Mieszkali w Bregu w domu Žigi Zoisa. W 1795 zaczął budować własny dom, jednak w połowie budowy zmarł. Odszedł niespodziewanie w Lublanie około północy z 14 na 15 lipca 1795 roku z powodu tętniaka aorty. Wdowa zakończyła budowę domu, trzy lata później sprzedała go i udała się z dziećmi do Wiednia. 
Prawdopodobnie był członkiem loży masońskiej, jednak nie zostało to udowodnione. Tłumaczyłoby to fakt, że rząd zakazał ceremonii żałobnej po jego śmierci oraz że miejsce jego pochówku jest nieznane. Jego nagrobek znajduje się na cmentarzu w Navje w Lublanie, obok wielu innych ważnych osobistości historii słoweńskiej, jednak nie jest pewne czy rzeczywiście został tam pochowany. 
Na nagrobku znajduje się inskrypcja ze słowami napisanymi przez poetę France Prešerena:

Steze popustil nemškega Parnasa,

je pisal zgodbe kranjske star'ga časa.

Komu Matiček, Micka, hči župana,

ki mar mu je slovenstvo, nista znana?

Slavile, dokler mrtvi se zbudijo,

domače bote ga Talija, Klijo.

## Twórczość
Pierwszą pracę napisał jeszcze podczas studiów, był to tomik zatytułowany Blumen aus Krain czyli Kwiaty z Krainy napisany w języku niemieckim. Jego pierwsza tragedia Miss Jenny Love, również w języku niemieckim, została opublikowana w 1780. Pod wpływem oświeceniowców, a szczególnie Marko Pohlina i Žiga Zoisa, zaczął pisać w języku słoweńskim. Przetłumaczył i zaadaptował komedię niemieckiego pisarza Josepha Richtera Die Feldmühle. Tytuł Linharta brzmiał Županova Micka. Jest uważana za pierwszą komedię i sztukę teatralną w języku słoweńskim, która miała premierę 28 grudnia 1789. Zaadaptował również komedię Beaumarchais’go Wesele Figara i przetłumaczył ją na słoweński pod tytułem Ta veseli dan ali Matiček se ženi. 
Na początku lat 80. XVIII wieku Linhart zaczął uczęszczać do kręgu oświeceniowego Žigi Zoisa w Lublanie. Tam poznał wielu intelektualistów, w tym samego mecenasa Zoisa, Valentina Vodnika, Jerneja Kopitara czy Jurija Japelja oraz innych, którzy byli zainteresowani tworzeniem w języku słoweńskim i kształtowaniem kultury czy historii Słowenii. Linhart napisał dwie sztuki w języku słoweńskim, a następnie rozpoczął pracę nad pierwszą monografią dotyczącą historii ziem słoweńskich, jednak nigdy jej nie skończył. W ostatnich latach swojego życia pisał coraz mniej, ale do pomocy miał Valentina Vodnika i Žigę Zoisa. 
Jako historyk napisał dwu-tomową pracę w języku niemieckim Versuch einer Geschichte von Krain und der übrigen südlichen Slaven Oesterreichs. Pierwszy tom został wydany w 1788 roku i opisuje epokę prasłowiańską. Drugi tom został opublikowany w 1791 roku. Zajmuje się wiekiem migracji, osadnictwem Słowian w Alpach Wschodnich i późniejszym rozwojem politycznym narodu słoweńskiego, począwszy od państwa Samona i Księstwa Karantanii. 
Linhart pisał swoje prace pod silnym wpływem idei niemieckiego filozofa Johanna Gottfrieda Herdera, które miały istotny wpływ na rozwój świadomości narodowej Słowenii na początku XIX w. W tej pracy pierwszy określił Słoweńców jako odrębną grupę Słowian. Ustabilizował jednostkę lingwistyczną słoweńskiej grupy etnicznej i ustanowił fundamenty słoweńskiej etnografii. 
Linhart był zwolennikiem światopoglądu oświeceniowego. Był deistą i był krytyczny wobec przywilejów szlachty i Kościoła. Początkowo miał pozytywną opinię wobec reform cesarza Józefa II, ale krytyczny wobec centralistycznej polityki, jak również wyborów powszechnych w różnych językach regionalnych w imperium Habsburgów.
Linhart był jednym z pierwszych zwolenników teorii austroslawizmu, programu politycznego mającego na celu osiągnięcie kulturalnej i politycznej emancypacji narodów słoweńskich w obrębie Cesarstwa Austriackiego.
Jego pierwsza biografia została opublikowana w 1808 roku w Wiedniu.

## Dzieła
- Miss Jenny Love (1780)
- Blumen aus Krain - Cvetje s Kranjskega (1781)
- Poskus zgodovine Kranjske in ostalih dežel južnih Slovanov Avstrije (1788, 1791)
- Županova Micka (1790)
- Ta veseli dan ali Matiček se ženi (1790)